# Morris Chestnut
Morris Lamont Chestnut (Cerritos, 1969. január 1. –) amerikai színész.
Elsőként a Fekete vidék című 1991-es bűnügyi filmdrámában tűnt fel. Steven Seagal oldalán szerepelt a Száguldó erőd (1995) és a Félholt (2002) című akciófilmekben. 2013-ban a HA/VER 2. szereplője volt.
Fontosabb alakításai voltak a Legends – Beépülve, a Rosewood, a Góliát és A Rezidens című televíziós sorozatokban.

## Fiatalkora
1969. január 1-jén született a kaliforniai Cerritosban, Morris és Shirley Chestnut gyermekeként. Édesanyja tanárnő volt, míg édesapja orvosi felszereléssel kereskedett. Pénzügyeket és drámát tanult a California State University hallgatójaként, Northridge-ben. Banki pénztárosként dolgozott, mielőtt színész lett.

## Magánélete
1995 óta él házasságban feleségével, Pam Byse-Chestnuttal. A párnak két gyermeke született; egy Grant nevű fiú és egy Paige nevű lány. Chestnut baptista vallásban nevelkedett, és gyakorló keresztény.
2022 márciusában Chestnut felkerült a Hollywood Walk of Fame-re, ahol a jelenlétében avatták fel csillagát.

## Filmográfia

### Film
| Év   | Magyar cím                     | Eredeti cím                              | Szerep                   | Magyar hang          |
| ---- | ------------------------------ | ---------------------------------------- | ------------------------ | -------------------- |
| 1991 | Fekete vidék                   | Boyz n the Hood                          | Ricky Baker              | Kálid Artúr          |
| 1991 | Az utolsó cserkész             | The Last Boy Scout                       | srác                     |                      |
| 1994 | Tintatartó                     | The Inkwell                              | Harold Lee               | Szabó Sipos Barnabás |
| 1995 | Megoldatlan egyenletek         | Higher Learning                          | Track Anchor             |                      |
| 1995 | Száguldó erőd                  | Under Siege 2: Dark Territory            | Bobby Zachs              | Forgács Péter        |
| 1997 | G. I. Jane                     | G.I. Jane                                | McCool                   | Bognár Tamás         |
| 1999 | Holtunkiglan                   | The Best Man                             | Lance Sullivan           | Galambos Péter       |
| 2001 | Tesók                          | The Brothers                             | Jackson Smith            |                      |
| 2001 | Szabad fogás                   | Two Can Play That Game                   | Keith Fenton             |                      |
| 2001 | Maffiák kereszttüzében         | Scenes of the Crime                      | Ray                      |                      |
| 2002 | Csodacsuka                     | Like Mike                                | Tracy Reynolds           | Csík Csaba Krisztián |
| 2002 | Félholt                        | Half Past Dead                           | Donny Johnson / 49-Egyes | Király Attila        |
| 2003 | Lépéselőny                     | Confidence                               | Travis                   | Bognár Tamás         |
| 2004 | Szakítani tudni kell           | Breakin' All the Rules                   | Evan Fields              | Nagy Ervin           |
| 2004 | Anakonda 2. – A véres orchidea | Anacondas: The Hunt for the Blood Orchid | Gordon Mitchell          | Szabó Győző          |
| 2004 | A tűzből nincs kiút            | Ladder 49                                | Tommy Drake              | Szabó Győző          |
| 2005 | A barlang                      | The Cave                                 | 'Top' Buchanan           | Betz István          |
| 2007 | Gyerekjáték                    | The Game Plan                            | Travis Sanders           | Barabás Kiss Zoltán  |
| 2007 | Télapu karácsonyra             | The Perfect Holiday                      | Benjamin                 | Háda János           |
| 2009 | Meddig köt az eskü?            | Not Easily Broken                        | Dave Johnson             | Kálid Artúr          |
| 2009 |                                | Love in the Nick of Tyme                 | Marcelles Wynters        |                      |
| 2012 | Gondolkozz pasiaggyal!         | Think Like a Man                         | James Merrill            | Galambos Péter       |
| 2013 | Személyiségtolvaj              | Identity Thief                           | Reilly nyomozó           | Széles Tamás         |
| 2013 | A hívás                        | The Call                                 | Phillips rendőrtiszt     | Bognár Tamás         |
| 2013 | HA/VER 2.                      | Kick-Ass 2                               | Marcus Williams nyomozó  | Bognár Tamás         |
| 2013 | Buli holtunkiglan              | The Best Man Holiday                     | Lance Sullivan           | Bognár Tamás         |
| 2015 | Az álompasi                    | The Perfect Guy                          | Dave                     | Kálid Artúr          |
| 2015 | A 657-es járat                 | Heist                                    | Derrick 'Dog' Prince     | Kálid Artúr          |
| 2016 | A béranya                      | When the Bough Breaks                    | John Taylor              | Kálid Artúr          |
| 2017 | Csajos utazás                  | Girls Trip                               | önmaga                   | Kálid Artúr          |

### Televízió
| Év        | Magyar cím                           | Eredeti cím                         | Szerep                                  | Megjegyzések                                                                            |
| --------- | ------------------------------------ | ----------------------------------- | --------------------------------------- | --------------------------------------------------------------------------------------- |
| 1990      |                                      | Freddy's Nightmares                 | Jason Woodman                           | 1 epizód                                                                                |
| 1992      | Szolgálatban: Utcai harcok           | In the Line of Duty: Street War     | Prince Franklin                         | tévéfilm                                                                                |
| 1992–1993 |                                      | Out All Night                       | Jeff Carswell                           | főszereplő (19 epizód)                                                                  |
| 1993      |                                      | The Ernest Green Story              | Ernest Green                            | tévéfilm                                                                                |
| 1994      |                                      | Living Single                       | Hamilton Brown                          | 2 epizód                                                                                |
| 1996      | Lánglovagok 2. – A tűz harcosai      | Firehouse                           | Andre                                   | - tévéfilm - magyar hangja: - Bozsó Péter                                               |
| 1997–1998 | C-16: Szuperügynökök                 | C-16: FBI                           | Mal Robinson különleges ügynök          | főszereplő (13 epizód)                                                                  |
| 2000      | Vészhelyzet                          | ER                                  | Frank 'Rambo' Bacon ápoló               | 2 epizód                                                                                |
| 2001      | Halálos börtön                       | The Killing Yard                    | Shango                                  | - tévéfilm - magyar hangja: - Epres Attila                                              |
| 2005      | Dr. Csont                            | Bones                               | Oakes ügynök                            | 1 epizód                                                                                |
| 2005      |                                      | Dante                               | Dante                                   | tévéfilm                                                                                |
| 2008      |                                      | The Prince of Motor City            | Leo Moore                               | tévéfilm                                                                                |
| 2009–2011 | V, mint veszélyes                    | V                                   | Ryan Nichols                            | főszereplő (22 epizód)                                                                  |
| 2011      | Amerikai Horror Story: A gyilkos ház | American Horror Story: Murder House | Luke                                    | visszatérő szereplő (6 epizód)                                                          |
| 2013      | Amerikai fater                       | American Dad!                       | Craig (hangja)                          | 1 epizód                                                                                |
| 2014–2015 | Legends – Beépülve                   | Legends                             | Tony Rice                               | főszereplő (1. évad) vendégszereplő (2. évad)                                           |
| 2015–2017 | Rosewood                             | Rosewood                            | Dr. Beaumont Rosewood Jr.               | - főszereplő (44 epizód) - magyar hangja: - Kálid Artúr                                 |
| 2018      | Góliát                               | Goliath                             | Hakeem Rashad helyettes kerületi ügyész | főszereplő (2. évad)                                                                    |
| 2019      |                                      | Being Mary Jane                     | Beau Mercer                             | 1 epizód                                                                                |
| 2019      |                                      | The Enemy Within                    | Will Keaton FBI-ügynök                  | főszereplő (13 epizód)                                                                  |
| 2019–2021 | A Rezidens                           | The Resident                        | Dr. Barrett Cain                        | - főszereplő (3-4. évad) - visszatérő szereplő (5. évad) - magyar hangja: - Kálid Artúr |
| 2021–2022 |                                      | Our Kind of People                  | Raymond Dupont                          | főszereplő (12 epizód)                                                                  |
| 2022      |                                      | The Best Man: The Final Chapters    | Lance Sullivan                          | főszereplő (8 epizód)                                                                   |
| 2023      |                                      | The Daily Show                      | önmaga                                  | 1 epizód                                                                                |

## Fordítás
- Ez a szócikk részben vagy egészben  a   Morris Chestnut című angol Wikipédia-szócikk ezen változatának fordításán alapul.  Az eredeti cikk szerkesztőit annak laptörténete sorolja fel. Ez a jelzés csupán a megfogalmazás eredetét és a szerzői jogokat jelzi, nem szolgál a cikkben szereplő információk forrásmegjelöléseként.